# Smardz wyniosły

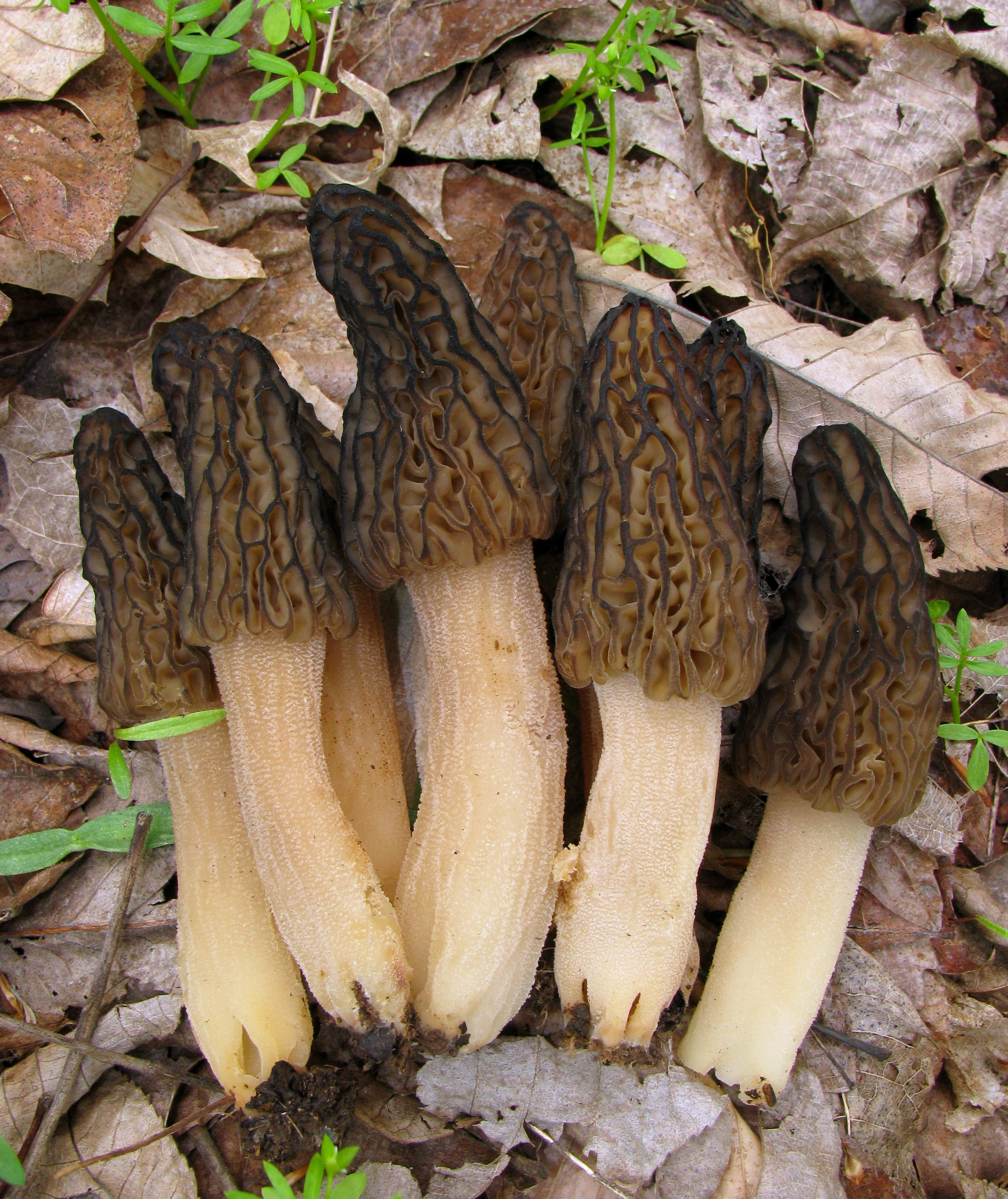

Smardz wyniosły (Morchella elata Fr.) – gatunek grzybów należący do rodziny smardzowatych (Morchellaceae).

## Systematyka i nazewnictwo
Pozycja w klasyfikacji według Index Fungorum: Morchella, Morchellaceae, Pezizales, Pezizomycetidae, Pezizomycetes, Pezizomycotina, Ascomycota, Fungi.
Niektóre synonimy:
- Boletus esculentus P. Micheli 1729
- Morchella purpurascens (Krombh. ex Boud.) Jacquet. 1984
- Suillus pinguis Thore 1803[2].

## Morfologia
Owocnik
Wysokość 4–10, rzadko do 15 cm. Owocnik składa się z główki stanowiącej od 1/2 do 2/3 jego wysokości i trzonu. Wewnątrz jest pusty. Główka o barwie od czerwonobrązowej do czarnobrązowej, podobnej szerokości jak trzon, smukła, o kształcie od stożkowatego do dzwonkowatego z ostrym wierzchołkiem, z pionowymi żebrami i poprzecznymi listewkami. Żebra i listewki tworzą ograniczenie znajdujących się między nimi alweoli. Brzeg główki niepodwinięty. Trzon o barwie od białej do bladoochrowożółtej, słabo pofałdowany i nieco oprószony. Miąższ kruchy, woskowaty o przyjemnym zapachu i smaku.
Gatunki podobne
Inne gatunki z rodzaju smardz, zwłaszcza smardz stożkowaty (Morchella conica), który ma podobny kształt i powierzchnię główki. Zasadnicza różnica dotyczy szerokości główki; u smardza stożkowatego jest ona dużo szersza niż trzon, a jej brzeg łukowato odstaje od trzonu.

## Występowanie i siedlisko
Podano stanowiska smardza wyniosłego w Ameryce Północnej, Środkowej i Południowej, Europie, Azji, Australii i na Nowej Zelandii. W Polsce do 2020 r. podano około 50 stanowisk, jednakże wszystkie wymagają rewizji z powodu zmian taksonomicznych w ostatnich latach. Wiele nowych stanowisk tego gatunku podaje internetowy atlas grzybów. znajduje się w nim na liście gatunków zagrożonych i wartych objęcia ochroną. W latach 1983–2014 podlegał ochronie ścisłej. Od 2014 r. w Polsce jest objęty ochroną częściową grzybów (chronione są okazy rosnące poza terenem ogrodów, upraw ogrodniczych, szkółek leśnych oraz poza terenami zieleni).
Grzyb naziemny. Według niektórych autorów jest saprotrofem, według innych grzybem mykoryzowym. Występuje w lasach i na ich obrzeżu, w ziołoroślach na świetlistych miejscach poza lasami, zwykle na ubogich, piaszczystych glebach.
Jest grzybem jadalnym.